# Бук, Марсело
Марсело Бук (порт. Marcelo Boeck; 28 ноября 1984, Вера-Крус, Риу-Гранди-ду-Сул) — бразильский футбольный вратарь, игрок «Форталезы».

## Карьера
Марсело — воспитанник «Интернасьонала», выиграл с этим клубом Кубок Либертадорес 2006, клубный чемпионат мира 2006 и Рекопу Южной Америки 2007, а также дважды первенствовал в Лиге Гаушу.
С сезона 2007/08 выступал в чемпионате Португалии. После четырёх лет в «Маритиму», где он стал основным вратарём лишь в сезоне 2010/11, Бук был продан в лиссабонский «Спортинг» за 959 000 €. В столичном клубе Марсело являлся сменщиком Руя Патрисиу. Тем не менее, бразилец завоевал достаточный авторитет в команде и у болельщиков и, когда выходил на поле, перенимал капитанскую повязку у Патрисиу.
В последние дни зимнего трансферного окна 2016 года вернулся в Бразилию, перейдя в «Шапекоэнсе».
Не полетел с командой на матч финала Южноамериканского кубка из-за празднования собственного дня рождения, и, таким образом, избежал авиакатастрофы, произошедшей 29 ноября 2016 года, и унёсшей жизни всего тренерского штаба и большей части состава команды.
12 декабря 2016 года «Форталеза» объявила о переходе вратаря. Вместе с «Форталезой» футболист за два сезона поднялся из Серии С в Серию А.

## Достижения
- Чемпион штата Риу-Гранди-ду-Сул (2): 2004, 2005
- Чемпион штата Санта-Катарина (1): 2016
- Вице-чемпион Бразилии (2): 2005, 2006
- Вице-чемпион Португалии (1): 2013/14
- Обладатель Кубка Португалии (1): 2014/15
- Финалист Кубка Португалии (1): 2011/12
- Обладатель Кубка Либертадорес (1): 2006
- Обладатель Южноамериканского кубка (1): 2016[6]
- Обладатель Рекопы (1): 2007
- Победитель Клубного чемпионата мира (1): 2006